# Equinoxe Infinity
Equinoxe Infinity is een album uit 2018 van Jean-Michel Jarre, zijn zeventiende reguliere studioalbum. Het is het vervolg op zijn tweede reguliere studioalbum Équinoxe (1978), veertig jaar eerder uitgebracht. Het hoesontwerp is ontworpen door Filip Hodas, gebaseerd op het ontwerp van Michel Granger voor het originele album.

## Track listing
Alle muziek en teksten zijn geschreven door Jean-Michel Jarre. 
| Nr. | Titel                                  | Duur |
| --- | -------------------------------------- | ---- |
| 1.  | The Watchers (Movement 1)              | 2:58 |
| 2.  | Flying Totems (Movement 2)             | 3:54 |
| 3.  | Robots Don't Cry (Movement 3)          | 5:44 |
| 4.  | All That You Leave Behind (Movement 4) | 4:01 |
| 5.  | If the Wind Could Speak (Movement 5)   | 1:32 |
| 6.  | Infinity (Movement 6)                  | 4:14 |
| 7.  | Machines are Learning (Movement 7)     | 2:07 |
| 8.  | The Opening (Movement 8)               | 4:16 |
| 9.  | Don't Look Back (Movement 9)           | 3:36 |
| 10. | Equinoxe Infinity (Movement 10)        | 7:33 |

## Personeel
- Jean-Michel Jarre – compositie, productie, mixing
- Stephane Gervais – productie assistent
- Patrick Pelamourgues – technische assistent
- David Perreau – mastering
- Filip Hodas – kunstwerk (hoesontwerp)
- Michel Granger – origineel kunstwerk (hoesontwerp)
- Peter Lindbergh – portret
- Eric BDFCK Cornic – grafisch ontwerp

## Instrumentenlijst
- Yamaha CS-80
- ARP 2600
- EMS VCS 3, EMS Synthi AKS
- Eminent 310 Unique
- Roland Paraphonic 505
- Minipops
- Mellotron
- Korg PA-600
- Korg Polyphonic Ensemble P
- Korg MS-20, GRI
- Erica Synths Modular System
- OPI
- Modular Roland System 500 1 & 8
- Roland Boutique
- Clavia Nord Lead 2
- Clavia Nord Modular
- Small Stone
- Electric Mistress
- Big Sky & Capistan
- Moog Sub 37
- Moog Taurus 1
- Animoog
- Arturia Arp 2600
- Arturia CS80
- Spectrasonics Omnisphere
- NI Kontakt
- NI Reaktor
- Synapse Dune 2
- Synapse The Legend
- Spitfire Boom
- NI Replica XT
- u-he Satin
- ValhallaDSP
- Digisequencer